# 지구어
지구어(Earth Language)는 미국에 거주하는 일본인 요시코 맥펄랜드(Yoshiko McFarland)가 만든 국제어로, 줄여서 EL이라고 부르기도 한다. 70개의 기본적인 의미문자와 2부터 9까지의 숫자, 그리고 12개의 문법 단어들을 조합해서 더 복잡한 뜻을 나타내는 식으로, 전산화에 편리한 체계를 갖추고 있다. 이 의미문자는 그림의 조합으로 표현되며, 이외에도 수화로도 표현될 수 있다.
오스트레일리아의 한 초등학교에서 교육이 실시되어 에스페란토 외에 학교 교육이 실시된 유일한 인공어로 꼽히고 있다.